# جزيرة بارور (حجة)

تعديل مصدري - تعديل

جزيرة بارور (روكادا) هي إحدى جزر مديرية ميدي التابعة لمحافظة حجة.